# Retablo de la Anunciación (Valladolid)
El retablo de la Anunciación es una obra realizada entre 1600 y 1604 por Cristóbal Velázquez y Francisco del Rincón. Está ubicado en la Iglesia de Nuestra Señora de las Angustias de Valladolid (Castilla y León, España).

## Historia
El taller vallisoletano de más prestigio desde 1595 era el regentado por el tallista Francisco del Rincón en la hoy calle de Panaderos (entonces Puentecilla de Zurradores). Del Rincón se había casado con Jerónima de Remesal en 1592 y con ella tuvo un hijo, Manuel; tras la prematura muerte de Jerónima en 1597, del Rincón volvió a casarse, esta vez con Magdalena Velázquez (cuyo padre era Cristóbal Velázquez, ensamblador oriundo de Valladolid), con quien tendría a su segundo hijo, Juan. Gracias a esta unión el tallista creó fuertes lazos con su suegro, encargado de la construcción de galeras destinadas a navegar por el Pisuerga desde 1600 con motivo del próximo traslado de la Corte a Valladolid. En aquel entonces se estaba levantando la iglesia de la Ilustre Cofradía Penitencial de Nuestra Señora de las Angustias; iniciada la construcción en 1597 siguiendo las trazas de Juan de Nates, arquitecto procedente de Cantabria, las obras finalizarían en 1604 con una monumental fachada de piedra que servía de contrapunto al Palacio del Almirante, ubicado enfrente, siendo los gastos cubiertos por Martín Sánchez de Aranzamendi (rico mercader cántabro que llegaría a ostentar el cargo de alcalde de la cofradía) y su esposa Luisa de Ribera; ambos se convertirían en patronos del templo, al que dotarían de objetos tales como lámparas, alfombras, elementos elaborados en plata, objetos litúrgicos, etc.
El retablo de la Anunciación fue comisionado en 1600 y el mismo fue encargado a Cristóbal Velázquez, quien elaboró las trazas y llevó a cabo el proceso de tallado siguiendo una arquitectura eminentemente clasicista, influenciada a su vez por la corriente palladiana, creando una estructura de gran simpleza que, en virtud de las condiciones plasmadas en el contrato, debió asentar en blanco y aguardar un año para que la madera se curase y poder cubrir las grietas y demás desperfectos antes de acometerse el proceso de policromado, el cual ejecutó Tomás de Prado. Según el contrato Velázquez, quien cobró la suma de 3800 reales, quedaba comprometido a tener la obra concluida para el día de San Juan de 1601, constando además que la madera debía estar limpia y ser muy seca. Un año después de la elaboración la estructura fue desarmada por Francisco Velázquez, hijo de Cristóbal, para que la misma pudiese ser policromada por de Prado, quien supuestamente realizó en 1607 las pinturas murales que circundan el retablo y que habrían sido expresamente solicitadas por Aranzamendi (en los libros de la cofradía se mencionan «cuatro figuras» las cuales podrían ser las que aparecen en el mural). De Prado habría llevado a cabo, a mayores, las pinturas de los cuatro ángeles emplazadas en las pechinas de la cúpula así como los escudos de armas de los Aranzamendi. Respecto al plano escultórico, pese a la carencia de documentos que lo acrediten se considera que Velázquez delegó en su yerno la hechura de las tallas gracias a la relación laboral existente entre ambos (del Rincón ya había trabajado con su suegro en el retablo mayor de la Iglesia de Santa María del municipio vallisoletano de Alaejos así como con otros escultores, entre ellos Pedro de la Cuadra, Adrián Álvarez e Isaac de Juni). Del Rincón, quien al igual que Velázquez residía en el barrio de San Andrés, elaboró los relieves y las tallas exentas del retablo entre 1602 y 1604, época en que recibió en su taller como oficial a Gregorio Fernández, escultor gallego que en aquel entonces acababa de llegar a Valladolid.

## Descripción

### Retablo
El retablo, considerado la obra maestra de Velázquez y catalogado como «fachada retablo» por Jesús Urrea Fernández y Juan José Martín González, se erige como un claro ejemplo de la madurez profesional de Del Rincón, caracterizada por una notable influencia italiana así como por un manierismo depurado y una marcada integración en el estilo romanista, imperante en el Valladolid de la época, con el escultor como máximo exponente de la irrupción del barroco que con gran maestría desarrollaría Fernández. La pieza, que funge como retablo mayor, posee una sencilla estructura conformada por banco, un cuerpo con tres calles y ático de medio punto perfectamente encajado en la hornacina bajo la cual se cobija la obra. En el banco figuran representaciones escultóricas de los cuatro evangelistas flanqueadas en los extremos por las pinturas de San José y Santa Úrsula, ambas obra de Prado (la pintura de Santa Úrsula pudo haber sido colocada por ser la santa patrona de los pañeros, vinculado esto al origen de la fortuna de Aranzamendi), destacando en la puerta que cierra el sagrario una imagen del Salvator Mundi. La zona central del cuerpo la preside un monumental relieve de la Anunciación con grandes pilares de fuste estriado coronados por capiteles de orden corintio y apoyados sobre basas, destacando en los extremos las tallas de bulto redondo y menor tamaño de San Lorenzo y San Agustín. El ático, emplazado sobre un entablamento quebrado superpuesto a un plano y decorado con rameados vegetales, se configura como un templete palladiano en el que se muestra una Piedad en alto relieve, tal vez por ser esta la advocación de la primitiva cofradía. Esta imagen se halla enmarcada a ambos lados por pilastras sobre las que se apoya un fronton triangular en cuyo centro destaca un medallón con el rostro de la Virgen flanqueado por puntas de diamante.

### Imaginería

#### Relieve de laAnunciación

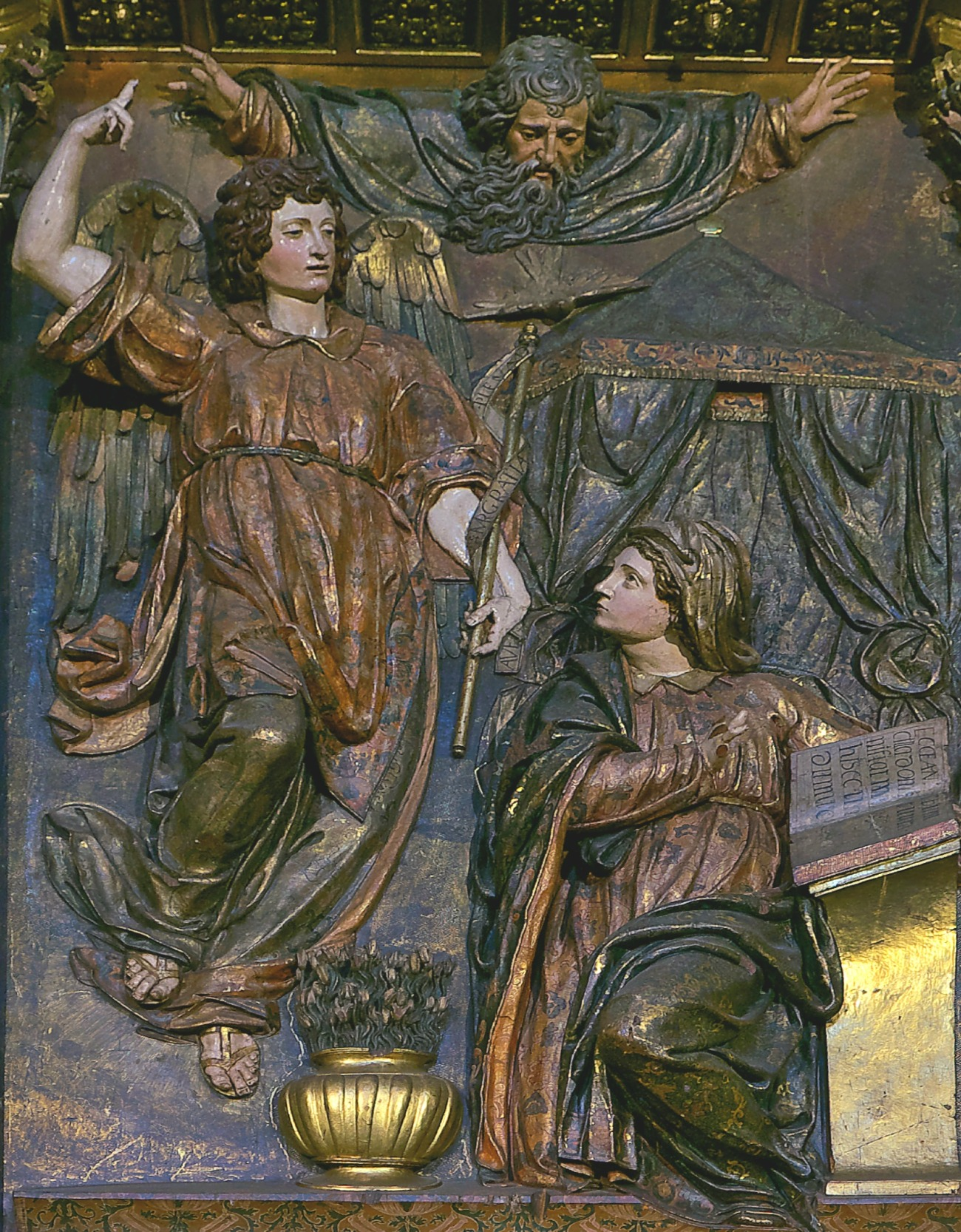
Relieve de la Anunciación.

Atribuido a del Rincón al igual que el resto de las esculturas por Martín González, el relieve, poco frecuente en una obra de estas características debido a que lo usual en los retablos mayores era disponer pinturas o tallas de bulto redondo, constituye el tema central de la obra y se erige como una pieza de carácter monumental dotada de una composición teatral y luminosa en la que la narrativa queda reducida a lo más esencial. En la zona superior se halla una imagen de Dios Padre con los brazos extendidos y en pronunciado escorzo admirando cómo el arcángel San Gabriel transmite su mensaje a la Virgen, mostrando la talla una prominente barba influenciada por los modelos miguelangelescos presentes en la Capilla Sixtina. Debajo del Altísimo aparece el Espíritu Santo bajo forma de paloma, con el arcángel señalando la parte alta del relieve, conformada aquí como una suerte de escena sobrenatural en la que se plasma la buena nueva. Acorde a la tradición iconográfica, María es mostrada de rodillas e interrumpiendo la lectura de un libro apoyado en un atril, elemento que junto con un búcaro a la izquierda repleto de lirios (flor que representa simbólicamente su virginidad) y una cama con dosel detrás de la Virgen compone el mobiliario de la escena. La madre de Jesús tiene el cuerpo girado a su derecha para poder ver al arcángel; la pierna izquierda se halla flexionada y casi de perfil como lo está la cabeza mientras que el cuerpo se exhibe de frente al espectador, lo que origina un movimiento helicoidal y serpenteante que dota de movimiento a la figura, la cual muestra una corpulencia propia del romanismo aunque las facciones se encuadran en el clasicismo, si bien posee cierto grado de frialdad y hieratismo en los gestos, pudiendo apreciarse una anatomía muy marcada bajo los arrugados paños (consistentes en toca, túnica y manto).
La pose reclinada de María, quien presenta la mano derecha mutilada, contrasta con la del arcángel, el cual luce erguido y en una pose claramente frontal y elevada, sin tocar la tierra con los pies. Muy estilizado, en la mano izquierda lleva el caduceo, transformado aquí en una especie de cetro circundado por una banda en la que figura inscrito su saludo a María («AVE M[A]R[IA] GRATIA PLENA»), indicando con su mano derecha de dónde procede el mensaje que tiene para ella. San Gabriel posee una imagen de gran elegancia y caracterizada por un muy estudiado movimiento de clara inspiración manierista, logrando una gran elocuencia gracias al sutil contrapposto originado por la flexión de la pierna derecha y la doblez de ambas muñecas, contribuyendo a la expresividad la buena factura de la cabeza y el movimiento de las telas, agitadas como si se hubiesen visto sacudidas por una repentina brisa. Con esta talla del Rincón anticipó la creación de un prototipo dentro de la iconografía de los arcángeles que alcanzaría gran popularidad y sería copiado por los talleres vallisoletanos, estando este prototipo definido por la doble túnica (una hasta los pies y otra superpuesta por encima de las rodillas, con cuello vuelto y abertura lateral). El modelo plasmado en el relieve sería tomado dos años después como punto de referencia por Fernández en la imagen de San Gabriel del retablo de la antigua Iglesia de San Miguel, a día de hoy en el acceso al presbiterio del templo actual. Así mismo, la armonía entre las imágenes pese a las poses forzadas, el suave tratamiento de las telas y la serenidad de los rostros alejan a esta obra del manierismo extremo de escultores como Juan de Juni o Alonso Berruguete al tiempo que la aproximan al romanismo de artistas de la talla de Gaspar Becerra o Juan de Ancheta.

#### Piedad

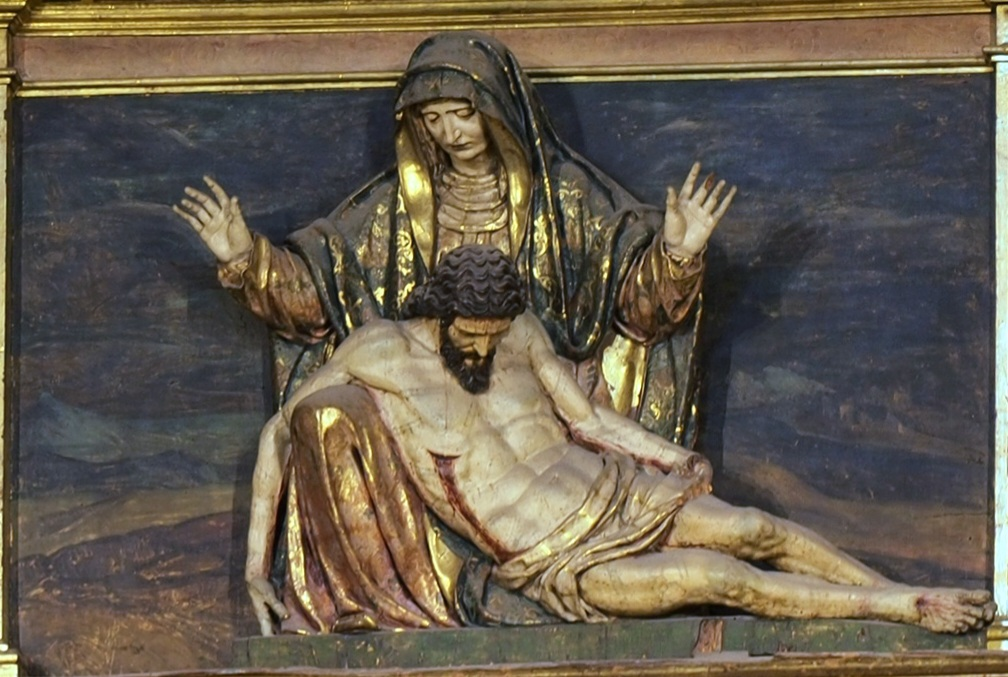
Piedad.

Adjudicada erróneamente a Fernández por Antonio Ponz, en el ático del retablo se ubica una talla de bulto redondo de la Piedad, dotada de unas características a nivel formal que en su momento resultaron trascendentales para la imaginería vallisoletana del barroco. María aparece arrodillada sobre una sección elevada del terreno, sirviendo la pierna derecha flexionada como punto de apoyo para el cuerpo de Jesús y permitiendo a su vez que la Virgen pueda alzar los brazos en señal de desesperación y súplica. Esto constituye una clara evolución en el escultor, quien con esta imagen trasciende del típico replegado del Renacimiento (que estudió en su etapa formativa) hacia la expresión barroca, definida por una gran elocuencia cargada de gesticulaciones y movimientos abiertos. María luce un atuendo compuesto por una túnica de color rojo, varias tocas en tono marfil y un manto azulado con envés en oro, todo ello cubierto de profusos drapeados. El gesto de la Virgen es de gran dolor y desconsuelo, con la cabeza inclinada en dirección a su hijo y motivado esto por su posición elevada. Cristo, quien acaba de ser bajado de la cruz, reposa inerte en la pierna derecha de María (por encima de la cual se halla su brazo derecho) y exhibe una curvatura del cuerpo, claramente miguelangelesco, de gran naturalismo gracias a la detallada anatomía, hallándose las piernas posadas sobre el suelo y posicionadas a imagen y semejanza de los Cristos crucificados, con los cuales comparte además la caída de la cabeza sobre el pecho así como la herida de la lanza de Longinos. Definida por Ponz como una «figura entera del natural, sentada, de excelente expresión», Isidoro Bosarte la atribuyó también a Fernández, adjudicando el resto de la imaginería equivocadamente a Pompeo Leoni: «La que está en la parte superior del retablo principal de la iglesia de las Angustias. Está tan alta que no podemos hacer un juicio de sus perfecciones. Tiene muy echado el manto sobre la cara. Su composición es como la general de este asunto: Nuestra Señora sentada sosteniendo sobre las rodillas el cuerpo del Señor difunto. Todo lo demás de este retablo mayor de las Angustias se atribuye a Pompeyo Leoni y ciertamente no es de Hernández».
Esta pieza, dotada de gran naturalidad según Esteban García Chico e influenciada por obras como la Piedad de Medina del Campo elaborada por Juni en 1575, sienta las bases de las imágenes de idéntica temática que Fernández elaboraría posteriormente, siendo los ejemplos más destacados el grupo escultórico La Sexta Angustia, tallado en 1616, y la Piedad de bulto redondo (concebida como alto relieve) realizada hacia 1625 con destino al Convento de San Francisco de Valladolid, de donde salió en 1836 con motivo de la desamortización rumbo a la Iglesia de San Martín, lugar en que recibe culto a día de hoy como titular de la Muy Ilustre Cofradía Penitencial de Nuestra Señora de la Piedad.

#### Imágenes exentas
El retablo cuenta con dos imágenes exentas las cuales representan a los santos Lorenzo y Agustín a derecha e izquierda respectivamente. A tamaño natural, ambos tienen las cabezas giradas en dirección al relieve de la Anunciación y se caracterizan por poseer una hechura mucho más convencional, si bien están dotadas de gran expresividad y se ajustan a lo solicitado por la cofradía. Las dos tallas aprovechan el espacio y se desenvuelven en el mismo con gran elegancia y naturalidad, todo ello acentuado por el cromatismo de Prado, quien logró poner de manifiesto la labor de talla del imaginero. La figura de San Lorenzo, vestido de diácono, luce tonsura y sostiene con su mano derecha una parrilla como atributo personal que simboliza su martirio mientras con la izquierda porta el libro de los Evangelios, justificándose su presencia por ser patrón de los pobres, aspecto importante dado el carácter penitencial de la cofradía. Por su parte, la talla de San Agustín, santo en aquel entonces de gran veneración con motivo de la Reforma protestante, luce una mitra como obispo de Hipona, una capa pluvial sujeta con un broche, un báculo en la mano derecha y el libro de la regla fundada por él en la izquierda, otorgándole su larga y espesa barba aspecto de venerable, con la corpulencia encuadrándolo en el romanismo y su madurez hallando el contrapunto perfecto en la juventud de San Lorenzo.

#### Evangelistas

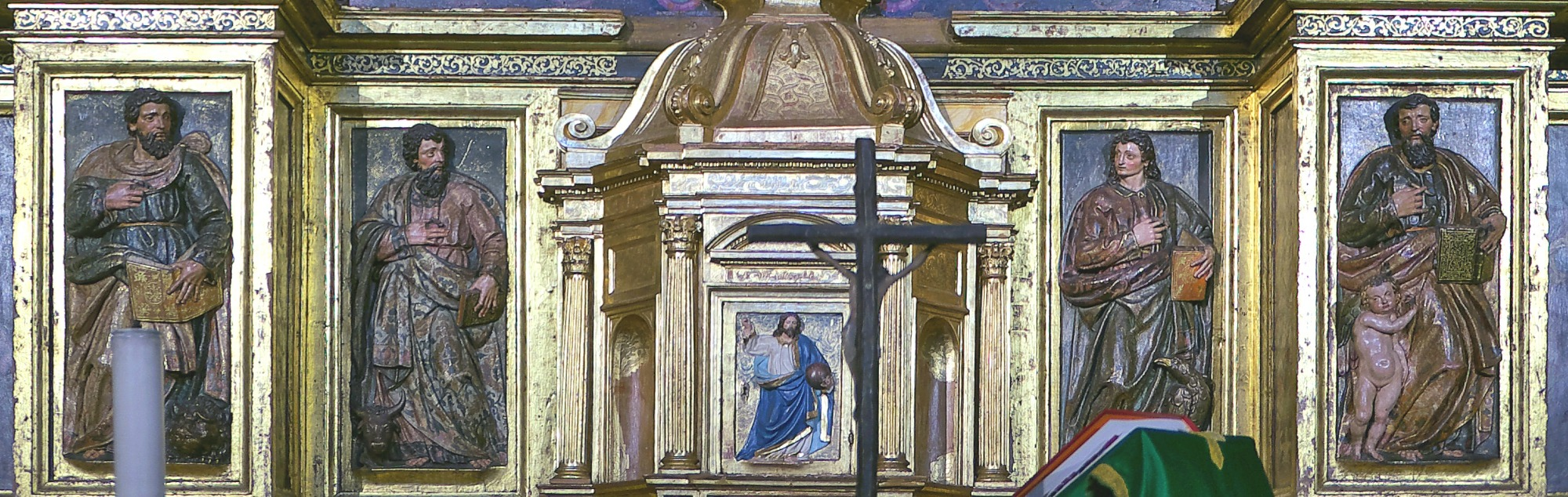
Evangelistas.

En el banco se sitúan por parejas los cuatro evangelistas en relieve, estando las imágenes de San Mateo y San Marcos adelantadas por estar emplazadas en el frontal de los pedestales (netos) que soportan los pilares que enmarcan el relieve y que sobresalen notablemente del banco. Todos ellos resultan reconocibles gracias a los cuatro elementos que los representan a sus pies (tetramorfos) y ladean sus cabezas en dirección al sagrario, exhibiendo una pose en marcado contrapposto con la mano izquierda portando cada uno su Evangelio y la derecha posada sobre el pecho. Todos lucen barba a excepción de San Juan, estando los paños que los cubren compuestos de una túnica y un manto recogido en el frente que la tapa parcialmente dejando uno de los hombros al descubierto. Estas imágenes servirían de modelo para del Rincón cuando le fueron comisionadas las esculturas pétreas destinadas a las hornacinas de la recién erigida Iglesia de las Angustias en 1605, aunque se desconoce si las tomó como referencia por voluntad propia o por orden de la cofradía. El tallista elaboró así mismo una nueva Anunciación para la parte alta, una Piedad para el tímpano (más renacentista que barroca debido a un mayor replegado) y representaciones de San Pedro y San Pablo a modo de santoral lateral.

### Pinturas murales
Poco habituales en el arte vallisoletano, las pinturas murales que circundan el retablo se consideran anónimas; pese a que fueron adjudicadas a de Prado tal vez por ser suya la policromía de la pieza, teniendo en cuenta la elevada calidad de estas pinturas en comparación con otras de sus obras resulta poco probable que él fuese su autor. En lo referente a los murales destacan dos grupos: por un lado las pinturas de la cúpula y el escudo de armas de los Aranzamendi, y por otro las que enmarcan el retablo. El primer conjunto lo forman cuatro ángeles los cuales portan los instrumentos de la Pasión y que pueden atribuirse sin problema a de Prado debido a la tosquedad de su ejecución, mientras que las que circundan el retablo son de una calidad notablemente superior y dada su influencia italiana debieron ser ejecutadas por un artista oriundo del país o por alguien familiarizado con el arte italiano. Este último mural permaneció oculto a la vista del público por una capa de yeso durante varias centurias y volvió a ser expuesto tras una restauración acometida a comienzos de 1998.
Pese a que se desconoce quién ejecutó los frescos que enmarcan el retablo, el libro de gastos relativo a la construcción del templo recoge el siguiente asiento: «En la ciudad de Valladolid, a 28 días del mes de enero deste año de mill y seiscientos y syete, yo Thomas de Prado, pintor, vezino desta ciudad de Valladolid, digo que por quanto por mandado del señor Martín Sánchez de Aranzamendi […] pinté y dorée el retablo y quatro figuras y arco del altar de la yglesia de Nuestra Señora de las Angustias y los quatro angeles que están en las pichinas de la media naranja y armas y los balaustres y formas del coro, todo lo qual nos benimos a combenir y concertar en onze mill y duzicientos y ochenta y seis reales». En base a esto surge la duda de si la expresión «quatro figuras y arco del altar» se refiere a estas pinturas, gravemente afectadas por el picado y revoque y restauradas en profundidad por la Fundación Gabarrón en 2001. En la zona alta, al estilo de Rafael Sanzio, figuran a izquierda y derecha Fe con una cruz y un cáliz y Caridad acompañada por cuatro niños a uno de los cuales está amamantando, mientras que en la parte baja se hallan, en hornacinas aveneradas, a la derecha Prudencia portando un espejo y una serpiente al tiempo que apoya su pie sobre una especie de careta, y a la izquierda Fortaleza acompañada por una rama de roble en la que se posa un pájaro.